# 中國國民黨第一次全國代表大會

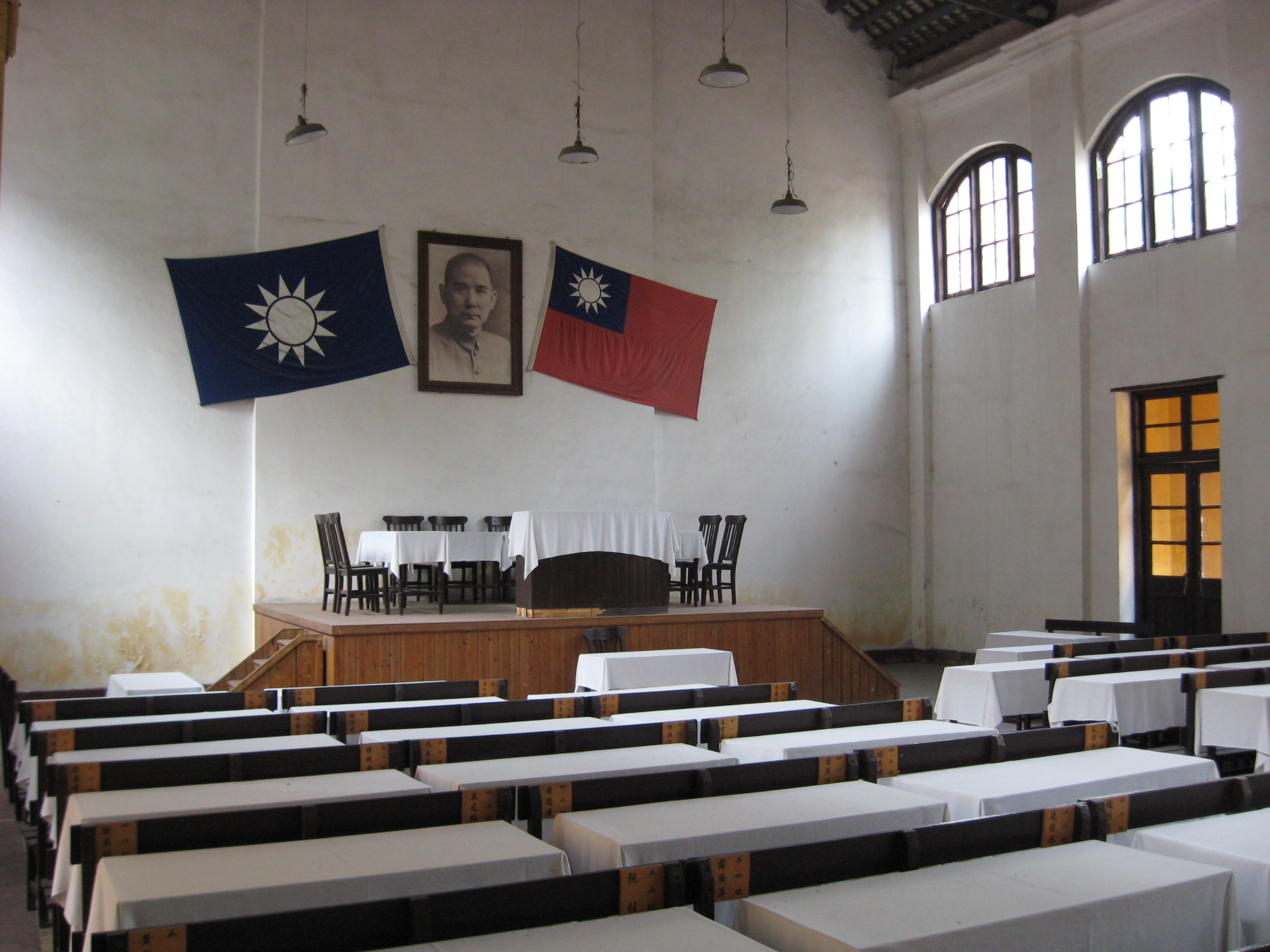
中國國民黨第一次全國代表大會舊址

中國國民黨第一次全國代表大會原名中國國民黨全國大會，於1924年1月20日至30日期間，在當時廣州的國立廣東高等師範學校禮堂舉行。大會出席代表共196人，孫中山任大會主席，胡漢民、汪精衛、林森、李大釗及謝持任主席團成員。苏联顾问鲍罗廷也出席此次会议。

## 背景

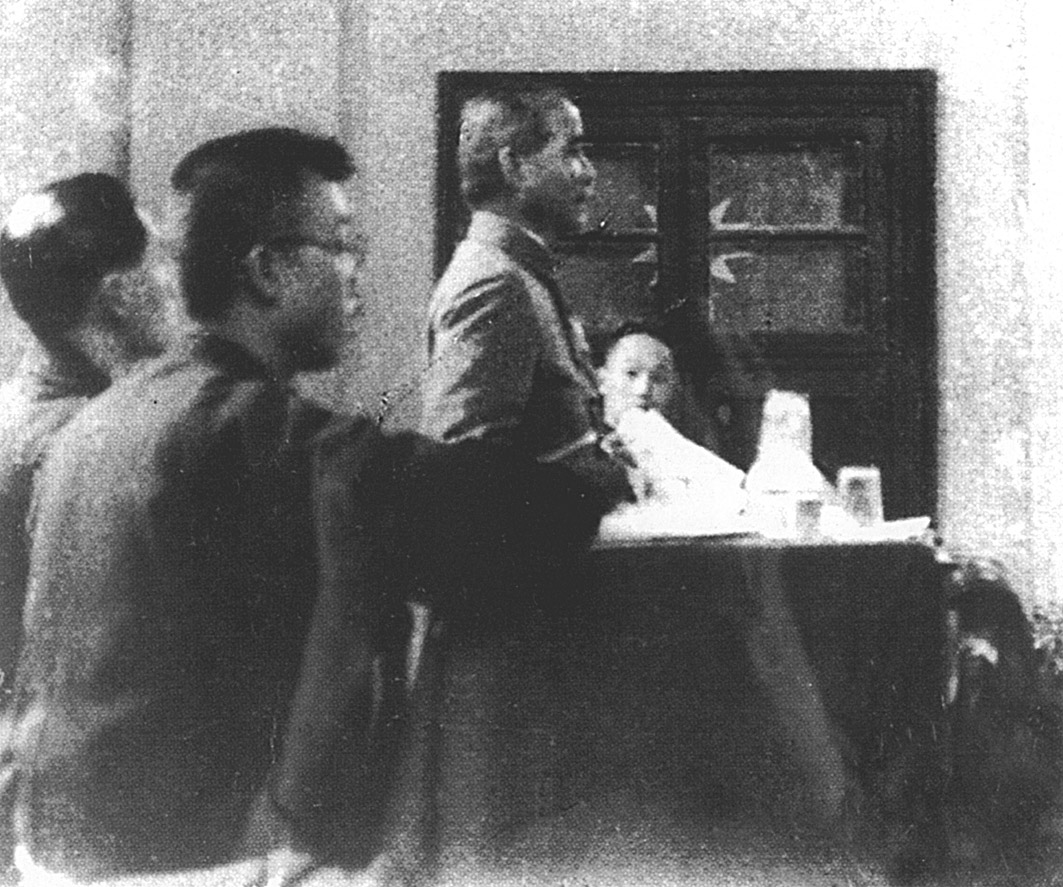
1924年1月24日，中國國民黨第一次全國代表大會召開，孫中山为大会主席。

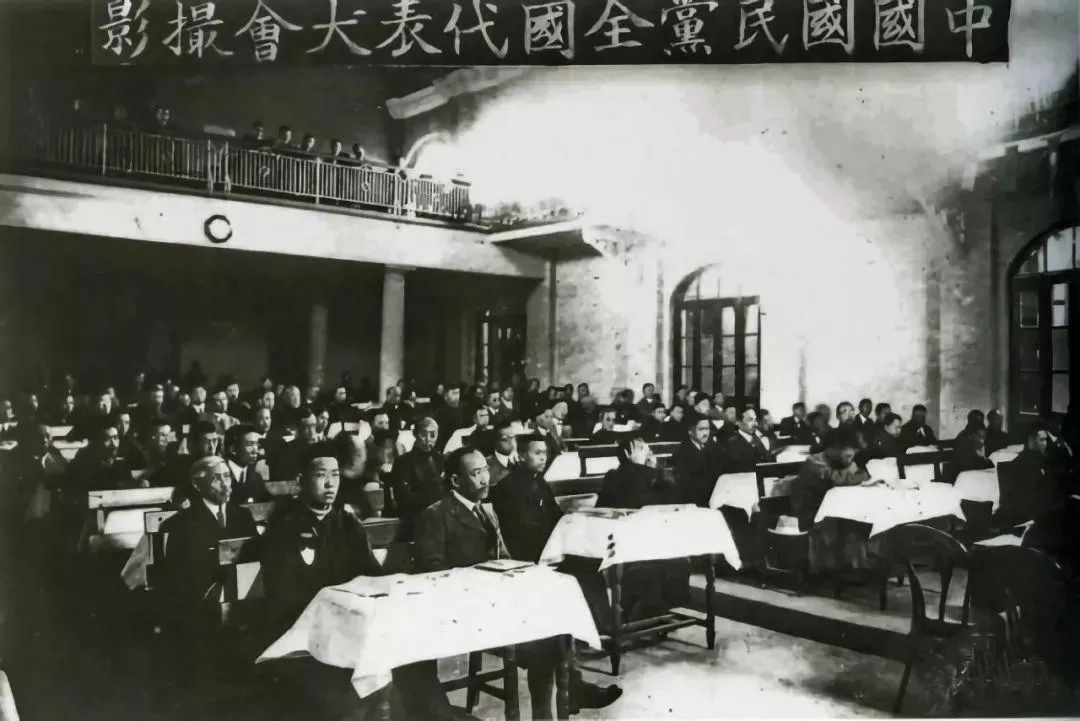
中国国民党第一次全国代表大会

第二次護法運動後，孫中山開始考慮與共產黨合作的可能。1923年1月，孫中山與蘇聯政府全權代表越飛在上海會面，正式討論與共產黨合作。孫、越會面後曾發表《孫文越飛聯合宣言》。
1923年年初，陳炯明部被拥护孙中山的滇、桂、和倒戈粤军联合组成的西路讨贼军击败，退守东江。孫中山得以在1923年3月回廣州。同年12月29日，孫中山落實接受列寧和共產國際的協助重建大元帥府，共產國際派出鮑羅廷到廣州為孫中山顧問，以蘇共為模式重組中國國民黨。1924年1月，孫中山在中國國民黨第一次全國代表大會上宣佈實行聯俄容共政策，並由鮑羅廷用英語起草《中國國民黨第一次全國代表大會宣言》，瞿秋白翻譯，最終發表。在蘇聯援助下，於3月組建黃埔軍校，並以蔣中正為校長。

## 會議

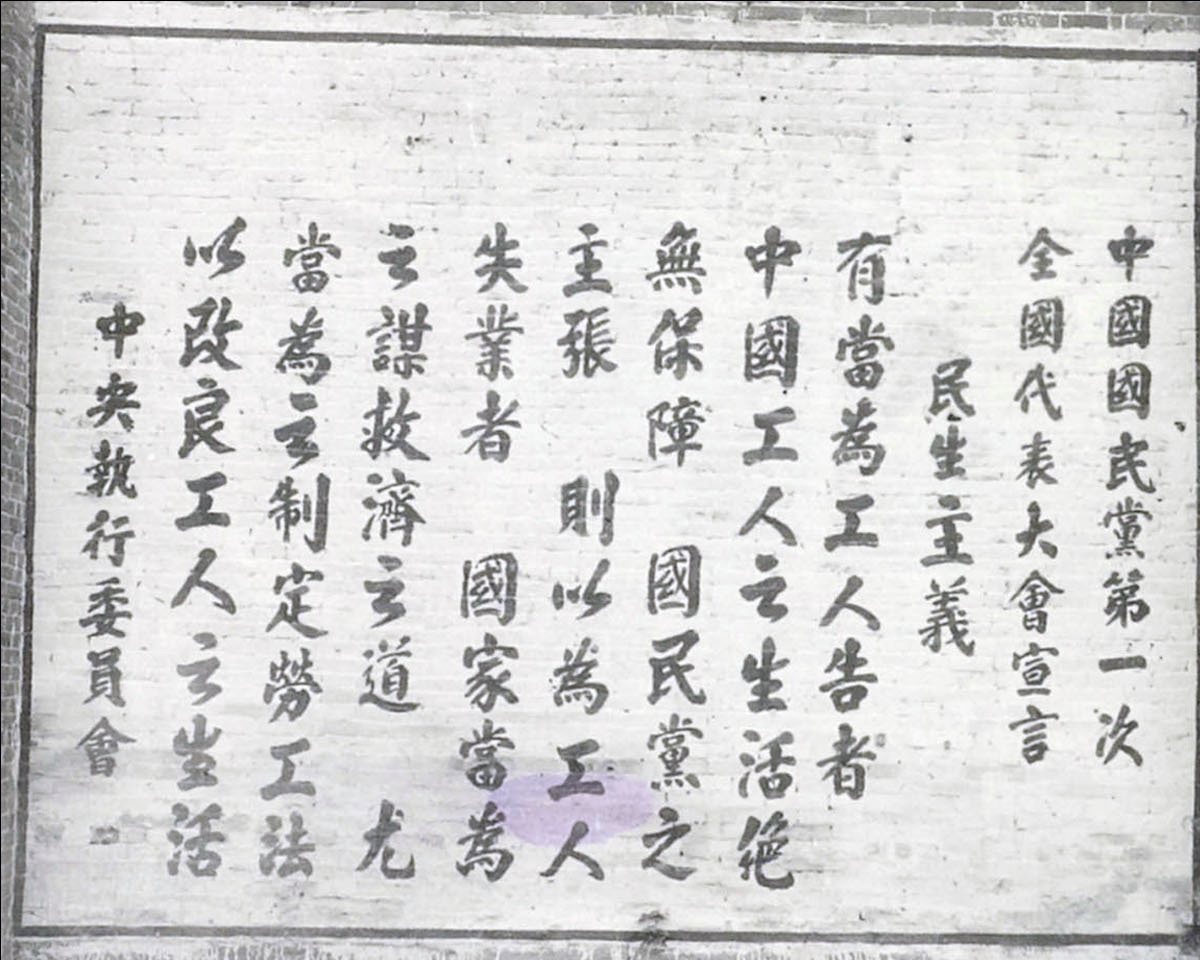
1924年廣州街頭的中國國民黨第一次全國代表大會宣言《民生主義》。

本次大會選出中央執行委員24人、以總理為主席、候補中央執行委員17人；中央監察委員5人、候補中央監察委員5人。中央執行委員會為全國代表大會閉會期間之最高權力機關。
重要決議：
1. 通過《組織國民政府之必要案》。
2. 制定《中國國民黨總章》、《中國國民黨政綱》。
3. 通過《紀律問題及海關問題案》。
4. 通過《中國國民黨第一次全國代表大會宣言》。

## 组织机构

### 中央執行委員（24人）
- 胡漢民（1879-1936，廣東番禺），上海執行部常委兼組織部部長
- 汪兆銘（1883-1944，浙江紹興），中央主席團委員
- 張靜江（1877-1950，浙江吳興）
- 廖仲愷（1877-1925，廣東惠陽），大元帥府大本營財政部部長廣東省省長
- 李烈鈞（1882-1946，江西武寧），大元帥府大本營參謀長
- 居正（1876-1951，湖北廣濟），中央常委內務部總長
- 戴季陶（1891-1949，浙江吳興），中央宣傳部部長中央常委
- 林森（1868-1943，福建閩侯），大元帥府大本營建設部部長兼治河督辦
- 柏文蔚（1876-1947，安徽壽縣），討賊軍第二軍軍長
- 丁惟汾（1874-1954，山東日照），北方執行部工人部部長和秘書處常委
- 石瑛（1878-1943，湖北陽新），廣州市政府工程師
- 鄒魯（1885-1954，廣東大埔），中央常委兼青年部部長廣東高等師範學校校長
- 譚延闓（1880-1930，湖南茶陵），大元帥府大本營秘書長湖南省省長兼湘軍總司令
- 覃振（1885-1947，湖南桃源），負責湖南省黨務工作
- 譚平山（1886-1956，廣東高明），中共黨員中央常委兼中央組織部部長
- 石青陽（1879-1935，四川南里），四川討賊軍第一路軍總司令兼川東邊防軍總司令
- 熊克武（1885-1970，四川井研），四川討賊軍總司令
- 李大釗（1888-1927，河北樂亭），中共北方區委書記
- 恩克巴圖（1888-1944，察哈爾省），察哈爾省黨部執委
- 王法勤（1870-1941，河北高陽），中央黨務審查委員會委員北京執行部執委
- 于右任（1879-1964，陝西三原），上海大學校長
- 楊希閔（1886-1967，雲南賓川），中央直轄滇軍總司令兼粵贛湘邊防督辦兼第一軍軍長
- 葉楚傖（1886-1946，江蘇吳縣），上海執行部青年部部長婦女部部長
- 于樹德（1894-1982，河北靜海），中共黨員北京執行部青年部部長

### 候補中央執行委員（17人）
- 邵元冲（1890-1936，浙江绍兴），哥伦比亚大学学习
- 邓家彦（1883-1966，广西桂林），广西最高会议参议、广西支部支部长
- 沈定一（1892-1928，浙江萧山），中共党员
- 茅祖权（1883-1952，江苏海门），大元帅府大本营参议
- 李宗黄（1887-1978，云南鹤庆），广东江防司令
- 白云梯（1894-1980，内蒙古喀喇沁中旗），内蒙古党务特派员
- 张知本（1881-1976，湖北江陵），大元帅府大本营参议
- 彭素民（1884-1924，江西清江），中央宣传部部长
- 毛泽东（1893-1976，湖南湘潭），中共中央委员
- 傅汝霖（1896-1985，黑龙江安达），京沪粤执行部委员
- 于方舟（1900-1928，河北宁河），中共党员、直隶省党部工作
- 张苇村（1897-1935，山东郯城），山东省学生联合会会长
- 瞿秋白（1899-1935，江苏常州），中共中央委员、上海大学教务长
- 张秋白 安徽     中央秘密执行总部党务交际部长
- 张国焘（1897-1979，江西萍乡），中共中央委员
- 韩麟符（1900-1934，山西榆次），中共党员、中共北方区委工作
- 林祖涵（1886-1960，湖南临澧），中共党员，国民党中央农民部部长

### 中央监察委员（5人）
邓泽如、吴稚晖、李石曾、张继、谢持

### 中央候补监察委员（共5人）
蔡元培、许崇智、刘震寰、樊钟秀、杨庶堪

## 第一届中央执行委员会第一次全体会议
1月31日，孙中山主持第一次会议，选出中央领导机构。2月4日，中央执行委员会决定辖下各部部长任命：
- 总理：孙文
- 中央执行委员会常委：廖仲恺、戴季陶、谭平山（共产党员）
- 组织部长谭平山（共产党员）；秘书 杨匏安（共产党员）
- 宣传部长戴季陶（汪兆铭继任，从1925年10月5日到1926年5月28日毛泽东代理部长[註 1]）；秘书 刘芦隐
- 工人部长廖仲恺；秘书 冯菊坡（共产党员）
- 农民部长林祖涵（共产党员）（黄居素、廖仲恺继任）；秘书 彭湃（共产党员）
- 军事部长许崇智
- 青年部长邹鲁；秘书 孙甄陶。

随后，中央党部会议又推定：
- 妇女部长曾醒（何香凝继任）；秘书 唐允恭
- 海外部长林森